# Spanioplanus mitis
Genre
Espèce
Spanioplanus mitis, unique représentant du genre Spanioplanus, est une espèce d'araignées aranéomorphes de la famille des Linyphiidae.

## Distribution
Cette espèce se rencontre au Pérou dans les régions de Junín et de Cuzco et au Venezuela dans l'État d'Aragua,.

## Description
Le mâle holotype mesure 1,4 mm. Le mâle décrit par Miller en 2007 mesure 1,65 mm et la femelle 1,58 mm.

## Publication originale
- Millidge, 1991 : Further linyphiid spiders (Araneae) from South America. Bulletin of the American Museum of Natural History, no 205, p. 1-199 (texte intégral).